# Episodi di Community (sesta stagione)
La sesta ed ultima stagione della serie televisiva Community è stata distribuita e trasmessa sul servizio on-demand statunitense Yahoo! Screen dal 17 marzo al 2 giugno 2015.
In Italia la stagione è stata trasmessa in prima visione assoluta dal 16 giugno al 21 luglio 2015 su Comedy Central. In chiaro è stata trasmessa dal 7 al 23 dicembre 2015 su Italia 2.
La stagione vede l'assenza del personaggio di Shirley (Yvette Nicole Brown) e l'aggiunta di due nuovi personaggi nel comitato Salviamo Greendale: la consulente amministrativa Francesca "Frankie" Dart (interpretata da Paget Brewster) e l'inventore in rovina Elroy Patashnik (interpretato da Keith David).
| n° | Titolo originale                               | Titolo italiano                                  | Prima TV USA   | Prima TV Italia |
| -- | ---------------------------------------------- | ------------------------------------------------ | -------------- | --------------- |
| 1  | Ladders                                        | Scale                                            | 17 marzo 2015  | 16 giugno 2015  |
| 2  | Lawnmower Maintenance and Postnatal Care       | Realtà virtuale & illusioni concrete             | 17 marzo 2015  | 16 giugno 2015  |
| 3  | Basic Crisis Room Decorum                      | Crisi decorative: corso base                     | 24 marzo 2015  | 23 giugno 2015  |
| 4  | Queer Studies & Advanced Waxing                | Metti il rettore, togli il rettore               | 31 marzo 2015  | 23 giugno 2015  |
| 5  | Laws of Robotics and Party Rights              | Fondamenti di robotica e festeggiamenti          | 7 aprile 2015  | 30 giugno 2015  |
| 6  | Basic Email Security                           | Sicurezza informatica di base                    | 14 aprile 2015 | 30 giugno 2015  |
| 7  | Advanced Safety Features                       | Corso avanzato di sicurezza                      | 21 aprile 2015 | 7 luglio 2015   |
| 8  | Intro to Recycled Cinema                       | Introduzione al cinema di riciclo                | 28 aprile 2015 | 7 luglio 2015   |
| 9  | Grifting 101                                   | Truffa: livello 1                                | 5 maggio 2015  | 14 luglio 2015  |
| 10 | Basic RV Repair and Palmistry                  | Camper base e chiromanzia                        | 12 maggio 2015 | 14 luglio 2015  |
| 11 | Modern Espionage                               | Spionaggio moderno                               | 19 maggio 2015 | 21 luglio 2015  |
| 12 | Wedding Videography                            | Elementi di videografia matrimoniale             | 26 maggio 2015 | 21 luglio 2015  |
| 13 | Emotional Consequences of Broadcast Television | Conseguenze emozionali del palinsesto televisivo | 2 giugno 2015  | 21 luglio 2015  |

## Scale
- Titolo originale: Ladders
- Diretto da: Rob Schrab
- Scritto da: Dan Harmon e Chris McKenna

### Trama
All'inizio del nuovo anno scolastico, il rettore Pelton, in seguito al crollo del soffitto della mensa scolastica dovuto all'accumulo di frisbee nel corso dei decenni, è costretto ad assumere la consulente amministrativa Francesca "Frankie" Dart allo scopo di rivalutare e migliorare la scuola. Frankie ottiene l'aiuto di Abed, ma viene osteggiata dagli altri membri del comitato Salviamo Greendale, primi fra tutti Jeff, Britta e Annie, che creano un bar di contrabbando in stile Proibizionismo in seguito al divieto imposto dalla Dart di vendere alcolici nel campus, e convincono Abed a tornare dalla loro parte; dopo ciò, la consulente si dimette. Quando un incidente in classe ferisce Annie, però, il comitato si rende conto che la scuola non ha più un'assicurazione per casi del genere e dunque Jeff e Abed decidono di scusarsi con Frankie e di accettarla nel comitato per permetterle di compiere il suo lavoro. 
Altrove, Shirley ha trovato lavoro presso un investigatore privato come cuoca, dopo che si era trasferita per prendersi cura del padre malato: lo salva da un tentato suicidio e giura di aiutarlo a risolvere il caso che lo ha lasciato in sedia a rotelle e lo ha privato della moglie.

## Realtà virtuale & illusioni concrete
- Titolo originale: Lawnmower Maintenance and Postnatal Care
- Diretto da: Jim Rash e Nat Faxon
- Scritto da: Alex Rubens

### Trama
Il rettore è totalmente immerso nel simulatore di realtà virtuale che ha comprato coi soldi della scuola, così Jeff cerca di contattare il creatore della macchina, un certo Elroy Patashnik. I due si affrontano e Jeff alla fine se ne va infuriato, non senza ingiungergli di smettere di mentire a sé stesso sul proprio successo. L'inventore allora arriva a Greendale, e mediante l'utilizzo di un avatar gigante riesce a sconfiggere quello del rettore, mentre Jeff rimuove fisicamente il proprio superiore dalla macchina; Elroy è però indeciso su cosa fare della propria vita, così Pelton suggerisce all'uomo di iscriversi alla scuola. Nel mentre, Annie e Abed accolgono Britta in casa loro, ma questa scopre che un divano, destinato al suo riposo, è in realtà stato pagato dai suoi genitori, con cui non vuole avere niente a che fare: così, decide di andare a casa loro per chiedere spiegazioni, e riceve in risposta che loro vogliono solo rientrare nella sua vita; per tutta risposta, la ragazza fugge. Dopo un incontro e un dialogo con Frankie, dalla quale è stata sorpresa a dormire nella macchina di quest'ultima, però, Britta decide di perdonare i suoi genitori e di interrompere il circolo vizioso che la vede fuggire dai suoi problemi.

## Crisi decorative: corso base
- Titolo originale: Basic Crisis Room Decorum
- Diretto da: Bobcat Goldthwait
- Scritto da: Monica Padrick

### Trama
Una notte Annie ottiene una soffiata riguardo a uno spot diffamatorio prodotto dal City College, rivale del Greendale, in cui viene spiegato come un cane, Ruffles, nel 2008, sia riuscito a laurearsi proprio al Greendale. Il gruppo intero, riunito dalla ragazza, si ritrova nell'aula studio e inneggia una "unità di crisi" per cercare di smontare la tesi del City College e di impedire che lo spot venga pubblicato la mattina seguente. Si scopre alla fine che il cane, seppure abbia preso parte a numerosi corsi al Greendale, non si è laureato soltanto per un mancato pagamento. Mentre il gruppo festeggia per la scoperta che smonterebbe la tesi dello spot dei rivali, Annie si arrabbia perche i restanti partecipanti non capiscono la gravità della situazione, ovvero di un cane che è riuscito comunque a iscriversi nel Greendale. Alla fine, il Community College realizza uno spot affermando che Ruffles si è realmente iscritto al Greendale, ma che non ha importanza del fatto che sia un cane, riconquistando così la fiducia di Annie.

## Metti il rettore, togli il rettore
- Titolo originale: Queer Studies & Advanced Waxing
- Diretto da: Jim Rash e Nat Faxon
- Scritto da: Matt Lawton

### Trama
Il consiglio scolastico chiede al rettore di candidarsi come loro membro, ma con la condizione che egli si dichiari apertamente omosessuale in modo da sensibilizzare l'argomento e non far sfigurare il consiglio scolastico della Greendale. Il rettore Pelton accetta dichiarandosi gay e diventando fonte di ispirazione per molti studenti; gli viene anche assegnato un finto compagno che, però, Craig non sopporta. Nel mentre, Abed ed Elroy si offrono di riparare il Wi-Fi della scuola, ma scoprono che il problema è il nido di un uccellino costruito proprio sui cavi della centralina. I due, con qualche divergenza, decidono di aspettare che si schiudano le uova nel nido prima di intervenire; dello stesso avviso è anche il rettore. Tuttavia, questa sua scelta di non intervenire sul Wi-Fi non passa di buon occhio nel consiglio scolastico e il rettore viene spronato a rimediare, rimuovendo il nido. Craig, che capisce che quel ruolo non gli si addice, decide di dare le dimissioni dal consiglio dichiarando di essere un "politico" (e quindi mal visto all'interno del consiglio). In seguito Abed ed Elroy si occupano delle tre uova ormai schiuse, ma due uccellini non riescono a sopravvivere; solo il terzo riuscirà a spiccare il volo. Nel frattempo, Annie accompagna Chang a un provino per un'interpretazione teatrale di Karate Kid, ma qui Annie, che doveva solo accompagnarlo, ottiene le parti principali dello spettacolo. Chang, già deluso per quanto accaduto, viene continuamente insultato dal regista che si aspetta molto di più da lui. Annie, stanca di vedere l'amico così, lo difende, ma il regista spiega che in realtà è Chang quello che ha del talento e non Annie; la ragazza, quindi, se ne va affranta. La sera, tutto il gruppo (compresa Annie) assiste all'opera teatrale che si rivela essere un enorme successo (grazie alla grande interpretazione di Chang); Annie è sempre triste perché le sarebbe piaciuto essere con gli attori che a fine spettacolo vanno a fare un party, ma Jeff riesce a consolarla.

## Fondamenti di robotica e festeggiamenti
- Titolo originale: Laws of Robotics and Party Rights
- Diretto da: Rob Schrab
- Scritto da: Dean Young

### Trama
Francesca propone un progetto di reintegro per carcerati nella società che promette un incentivo di 300.000 dollari destinati nei fondi del Greendale; sorpresi dalla cifra, il rettore e Jeff acconsentono immediatamente. Il progetto di reintegro prevede l'utilizzo di tecnologie moderne, ovvero dei tablet su un'asta e una ruota controllato direttamente dalla postazione del prigioniero, in modo da circolare liberi per il college stando in prigione. Uno di questi, Willy, si iscrive al corso di Jeff, ma tra i due nascono le prime divergenze, tant'è che il prigioniero, direttamente con il suo tablet, cerca di far cadere dalle scale Jeff nel tentativo di ucciderlo. 
Jeff, esasperato dai comportamenti di Willy, lo solleva e lo butta giù dalle scale, rompendo il suo dispositivo; il rettore, che si stava affezionando al prigioniero, scopre dell'accaduto e congeda Jeff per due settimane pagate. Inoltre, si scopre che Willy sostituirà Jeff come insegnante del corso di legge. Grazie a Elroy, che costruisce uno strumento simile a quello usato dai prigionieri con una scopa, Jeff, stando a casa, riesce manovrare l'apparecchio e a rientrare nel campus, interrompendo la cerimonia di consegna degli incentivi. Qui si scopre che Willy non ha mai ucciso nessuno (cosa che ha affermato in più occasioni) e che era ancora sotto processo (ma non l'indiziato numero uno), cosa che fa cambiare idea al rettore sul prigioniero. Dopo una "lotta" tra tablet tra Jeff e Willy che vede la "vittoria" di quest'ultimo, il rettore spegne definitivamente il dispositivo del carcerato, ringraziando Jeff per quanto fatto. Nel frattempo, Britta vuole organizzare una festa nell'appartamento di Annie e Abed, ma non le viene concesso in quanto Annie, organizzata e precisa, chiede di non invitare più di 8 persone. Britta allora si rivolge ad Abed, raccontandogli che l'idea della festa è per un film che lei vuole girare ed egli acconsente alla richiesta. Tuttavia, Abed prende alla lettera il copione scritto dalla amica e continua a registrare per tutta la notte, anche quando la vera e propria festa è già finita da un pezzo e che lo stesso Abed ha ingaggiato degli attori per le parti. Qui Britta capisce che avrebbe dovuto ascoltare immediatamente Annie e chiede scusa ad Abed per averlo preso in giro.

## Sicurezza informatica di base
- Titolo originale: Basic Email Security
- Diretto da: Jay Chandrasekhar
- Scritto da: Matt Roller

### Trama
Greendale subisce un attacco hacker, che porta allo scoperto le conversazioni e-mail di un'addetta alla mensa: l'hacker chiede che la scuola cancelli l'esibizione del comico Gupta Gupti Gupta, noto per il suo razzismo, e minaccia di esporre i messaggi del comitato Salviamo Greendale in caso contrario. Viene organizzata una conferenza stampa, dove il comitato annuncia che il comico si esibirà comunque e che le minacce non servono; il gruppo si ripromette di non leggere le rispettive e-mail nel caso venissero allo scoperto, promessa che viene prontamente infranta la sera stessa da tutti tranne Abed. Mentre tutti discutono in base a ciò che hanno letto, Gupta arriva e il gruppo, più Neil che è arrivato per vederlo, si prepara all'esibizione. A questo punto, l'hacker minaccia di rendere pubbliche le e-mail di tutti, provocando gran parte degli studenti a marciare contro la mensa, barricata allora da Chang e Frankie. Gupta procede allora con delle battute sugli ebrei, le persone di colore e quelle sovrappeso: il rettore riceve un messaggio, recante il messaggio che l'hacker ha attuato la minaccia, causando la dispersione della folla, mentre il comico continua la propria performance insultando Neil. Il giorno dopo, nel caos causato dai segreti divulgati, l'agente Cackowski annuncia al gruppo che il colpevole è stato catturato: si tratta di Ryan, un ragazzino.

## Corso avanzato di sicurezza
- Titolo originale: Advanced Safety Features
- Diretto da: Rob Schrab
- Scritto da: Carol Kolb

### Trama
Francesca avvisa il gruppo che nel campus si fa utilizzo del Guerriglia marketing, una strategia di pubblicità non convenzionale e a basso costo che fa uso di strumenti aggressivi che vanno a influenzare l'intera psicologia degli utenti finali. Britta ritrova così il ragazzo senza identità della quale si invaghì in passato che lavorava per la Subway, ma questa volta ha un nome, Rick; tuttavia, Britta scopre subito che egli questa volta sta lavorando per la Honda e una delle sue "vittime" più labili su cui esercitare la propria professione è il rettore. Rick spiega che tra lui e Britta non potrà esserci una stabile relazione perché il suo lavoro non lo permette, così la ragazza (spinta anche dal capo di Rick) decide di entrare a far parte del mondo della pubblicità e, sfruttando il fattore della "coppia felice", comincia a circuire le persone più vulnerabili e sensibili nominando a sproposito (ma contestualmente) varie caratteristiche dei modelli Honda. Una sera, però, quando presenta Rick ai propri genitori, Britta capisce che la sua relazione si basa su menzogne e litiga col ragazzo. Rick raggiunge Britta mentre è di turno al bar e le confessa che ha abbandonato quella vita per stare con lei, così i due vanno al Greendale in cui è in pieno svolgimento una festa; qui Rick, però, viene incastrato da Francesca che, nel vedere lo studio del rettore pieno di gadget della Honda, capisce la gravità della situazione e riesce a fare arrestare il giovane, che si vede costretto allontanare da Britta. Nel mentre, Annie Abed e Chang diventano ottimi amici di Elroy anche grazie a serate divertenti basate su giochi in scatola, ma questo non vale per Jeff, che prova a farsi piacere al nuovo arrivato cercando anche di assecondarlo. Tuttavia, prima della festa del Greendale (con tanto di band chiamata da Jeff in modo da farsi piacere), Elroy libera i suoi pensieri repressi nei confronti della cantante del gruppo, sua vecchia fiamma, per poi esternare anche i suoi sentimenti a Jeff, abbracciandolo.

## Introduzione al cinema di riciclo
- Titolo originale: Intro to Recycled Cinema
- Diretto da: Victor Nelli Jr.
- Scritto da: Clay Lapari

### Trama
Ben Chang diventa una star in merito a una comparsa in uno spot pubblicitario, ottenendo grande consenso sul web grazie alla sua frase "È fatto a fette bellezza!" che diventa un vero tormentone; lo stesso Chang afferma di essere stato contattato da Steven Spielberg e che andrà a lavorare a Hollywood, screditando i suoi amici del Greendale in un'intervista andata in onda in TV. Abed, che stava girando un film con lo stesso Chang nel campus, si ricorda di aver fatto firmare all'amico una sorta di clausola; in questo modo, anche grazie all'aiuto di un agente cinematografico, basta realizzare un film dalla durata di 81 minuti contenente anche lo stesso Chang entro qualche giorno per ottenere un buon profitto. Le riprese cominciano presto e la trama è incentrata su una guerra spaziale con tanto di alieni, con protagonisti Jeff, Britta e Annie. Abed, comunque, non è molto fiducioso per questo film in quanto il tempo a disposizione veramente risicato non riesce a mettere in risalto le sue qualità; inoltre, lo stesso Chang (assente in quel momento perché a Hollywood), che è anche il personaggio chiave della storia, viene impersonato dal rettore con una parrucca inquadrato solo di schiena, mentre nelle scene frontali viene rimpiazzato da vecchi video che lo stesso Abed aveva archiviato dal film che stava girando in precedenza (infatti si vede Chang ripetere le stesse frasi e gli stessi movimenti). A opera finita, però, si scopre che il film dura 87 minuti (quando doveva essere di 81) e si decide per tagliare la scena della morte di Jeff dalla durata di 6 minuti e 30 secondi; questa scelta non va giù allo stesso Jeff che, preso dalla rabbia, prende il computer di Abed e cerca di editarlo a suo piacimento. Tuttavia, Abed glielo impedisce, arrivando anche a un confronto fisico, ma i due riescono a chiarirsi e Jeff acconsente al taglio della sua scena. Nonostante la chiara scarsa qualità dell'opera, il film ottiene un grande successo nel Greendale, anche grazie al finale inaspettato che Abed ha aggiunto all'ultimo momento. L'agente cinematografico, che aveva buone sensazioni, viene chiamato dalle compagnie di distribuzione un po' indispettite, facendolo allontanare senza dare più notizie al gruppo per il film. Nel finale, Chang sta prestando la sua voce nello studio di registrazione a Hollywood, ma stanco del lavoro si lascia scappare una frase poco gradevole su Steven Spielberg, ignaro del fatto che anche il famoso regista era lì nella sala accanto; Ben viene così allontanato dagli studi e fa ritorno al Greendale, dove il gruppo studio, inizialmente un po' cauto nei suoi confronti per quanto lui ha afferMato su di loro in precedenza, lo perdona.

## Truffa: livello 1
- Titolo originale: Grifting 101
- Diretto da: Rob Schrab
- Scritto da: Ryan Ridley

### Trama
Tutto il gruppo si iscrive al nuovo corso di truffa a eccezione di Jeff, che capisce immediatamente l'inganno; infatti, il professore del corso è un truffatore che, per "insegnare", chiede agli studenti di acquistare delle valigette ventiquattrore a prezzi spropositati. Il gruppo, sentitosi truffato, vuole vendicarsi e chiede aiuto a Jeff, contento di non essere stato fregato. Dopo una vivace chiacchierata tra i due, Jeff si unisce al gruppo nel tentativo di truffare il truffatore, anche se il gruppo è senza idee: prima fingono che Elroy abbia ereditato milioni di dollari da un suo lontanissimo parente, in seguito truccano un biglietto della lotteria, ma nessuno di questi tentativi va a buon fine. Dopo aver visto La stangata (noto film basato sulle truffe) nello sgabuzzino della scuola in modo da ottenere qualche valida idea, il professore scopre il gruppo, deridendolo; qui Britta, infuriata, aggredisce il truffatore che, scappando, scivola dalle scale ferendosi. Il truffatore, cosi, ottiene 50.000 dollari di risarcimento e Britta viene espulsa dal Greendale per quanto accaduto. Tuttavia, si scopre ben presto che Britta e il truffatore erano d'accordo su tutto, fingendo una caduta rovinosa dalle scale per accaparrarsi i soldi del risarcimento da dividere e scappare assieme, ma durante uno scambio di effusioni tra i due, la valigetta coi 50.000 dollari viene scambiata da Abed con una piena di soldi finti. Quando il truffatore se ne accorge è troppo tardi: giunto in mensa sulle proprie gambe (e non più in carrozzina come stava fingendo) nel tentativo di riavere i suoi soldi, capisce di essere stato truffato, ammettendolo davanti a tutto il gruppo e a un agente di polizia.

## Camper base e chiromanzia
- Titolo originale: Basic RV Repair and Palmistry
- Diretto da: Jay Chandrasekhar
- Scritto da: Dan Guterman

### Trama
Il gruppo, con il camper che Elroy usa come casa, sta portando una mano gigante (che il rettore ha comprato online da poco un po' inspiegabilmente) a un possibile nuovo acquirente, passando su una stretta strada di montagna piena di tornanti. Tuttavia, la benzina scarseggia e il camper si ferma in mezzo al nulla; neanche la seconda batteria di riserva è funzionante in quanto tutta la corrente è stata risucchiata dai telefoni cellulari dei ragazzi sotto carica inconsciamente. Il gruppo si appresta ad affrontare una fredda notte in un camper e sfruttano il momento per scusarsi a vicenda per quanto successo; il rettore, però, si sente minacciato e, in preda a una crisi, esce dal camper per andare a sedersi sulla mano gigante che stanno trasportando sul tettuccio. Abed lo raggiunge, ma la mano non regge il peso, cadendo a terra. Il gruppo, sentendo un forte rumore, accorre per aiutare il rettore che sembrerebbe essere rimasto incastrato sotto questa pesante scultura, ma quest'ultimo, nascostosi, ne approfitta per occupare il camper e chiudere fuori tutti gli altri. Solo Abed, grazie a un notevole discorso filosofico, riesce a scaldare il cuore del rettore che accoglie tutti all'interno. La mano gigante, alla fine, verrà posizionata nel campus.

## Spionaggio moderno
- Titolo originale: Modern Espionage
- Diretto da: Rob Schrab
- Scritto da: Mark Stegemann

### Trama
Frankie viene informata di un nuovo attaccato di paintball nella scuola, cosa bandita nel campus dalla stessa; sempre lei, chiede a Jeff di presentare al gran galà che si terrà la sera per presentare il progetto "Clean Greendale" (Greendale più pulita) l'inserviente, nonché nuovo vice custode, Lapari, premiandolo per il servizio prestato contro questa cosa illegale. Jeff scopre che i suoi stessi amici sono assidui giocatori di paintball e tiene nascosto tutto a Frankie, fiduciosa in Jeff e in tutto il gruppo. Abed spiega che il gioco viene eseguito su un server crittografato scoprendo che sono coinvolte anche persone del City College, rivali del Greendale, e che c'è un giocatore segreto, Silver Ballz. Con il permesso del rettore, sentitosi messo in disparte dai comportamenti proibitivi di Frankie, e il coinvolgimento di Jeff, il gruppo decide di prendere parte a questa battaglia contro Silver Ballz, mantenendo il tutto all'oscuro della stessa Frankie. Abed e Annie riescono a ottenere una chiavetta USB di Kugler: su di essa sono presenti le conversazioni criptate del giocatore segreto, dichiarando di temere un'imboscata a Lapari nella serata del Galà. Sotto copertura, il gruppo cerca di mantenere sotto controllo la situazione durante l'elegante cerimonia. Nel frattempo, il rettore, di perlustrazione nel perimetro circostante, capisce che è il personale di custodia questa volta dietro a questa "partita", stufo di come si comportano gli studenti nelle altre battaglie e di dover pulire il tutto al termine. Lo stesso rettore, quindi, affermando ciò che ha scoperto, salva Jeff da una punizione severa in quanto, preso dal panico, spara un colpo contro uno spettatore non giocante (per altro in stampelle) davanti a Frankie, incredula. Subito dopo fa irruzione l'intero staff dei bidelli e inservienti e scoppia una vera e propria guerra; solo Jeff, il rettore e Lapari si salvano, e quest'ultimo li attira nel "museo delle arti di custodia" dove rivela che ha organizzato questo "gioco" per sabotare il galá del "Clean Greendale" organizzato da Frankie. Qui il rettore va contro Jeff, che vuole solo fermare questa disciplina nel Greendale perché dalla parte di Frankie, mentre lo stesso rettore desidererebbe continuare col paintball e avere più potere all'interno della sua scuola. Jeff, comunque, convince entrambi a non sparare quando entra Frankie, che decide di non licenziare nessuno. Lo scontro finisce coi tre che si sparano allo stesso istante (quando avrebbero dovuto farlo ognuno sul proprio piede), terminando in pareggio e senza un vincitore.

## Elementi di videografia matrimoniale
- Titolo originale: Wedding Videography
- Diretto da: Adam Davidson
- Scritto da: Briggs Hatton

### Trama
Abed filma un documentario mentre il gruppo partecipa al matrimonio di due loro compagni, Garrett e Stacy. Il gruppo arriva al matrimonio durante lo scambio dei voti e la loro entrata rumorosa attira attenzioni. Durante il ricevimento la mamma di Garrett li rimprovera per il loro comportamento, così il gruppo decide di comportarsi al meglio: siccome il fratello di Garrett è impossibilitato a fare il discorso da testimone, Jeff prende il suo posto ma viene alla luce che i due sposi sono parenti. Mentre i neo-sposi discutono su come comportarsi, i membri si incolpano dell'accaduto. Gli sposi decidono di annullare il matrimonio ma Chang interviene e li invita a rimanere sposati nonostante le sfide che dovranno affrontare.

## Conseguenze emozionali del palinsesto televisivo
- Titolo originale: Emotional consequences of broadcast television
- Diretto da: Rob Schrab
- Scritto da: Dan Harmon e Chris McKenna

### Trama
L'anno accademico si conclude e Frankie scioglie il comitato "Salviamo il Greendale" per l'estate. Inaspettatamente, Elroy rivela di essere stato assunto da Linkedln e dice addio al gruppo. I membri del gruppo vanno a bere e immaginano cosa potrebbe succedere in una "settima stagione" ma quando Annie rivela di doversi trasferire a Washington D.C. per un tirocinio con l'FBI e Abed afferma che si trasferirà in California per fare l'assistente di produzione, Jeff si immagina come l'unico membro del gruppo rimasto al Greendale, quindi lascia il bar e torna in aula studio. Qui lo raggiunge Annie, Jeff ammette di amarla ma riconosce di doverla lasciare andare. Gli altri li raggiungono e ognuno immagina la loro "settima stagione": Jeff accetta che i suoi amici se ne andranno e li ringrazia per avergli cambiato la vita. Più avanti, accompagna Abed e Annie all'aeroporto, raggiunge poi gli altri al bar e mentre la scena si oscura compare #andamovie sullo schermo.